# پاتریس لودو
پاتریس لودو (فرانسوی: Patrice Ledoux‎) تهیه‌کننده فیلم اهل فرانسه است.
از فیلم‌ها یا مجموعه‌های تلویزیونی که وی در آن‌ها نقش داشته‌است، می‌توان به طعم شگفتی‌ها، معجون زمان ۳، پیام‌آور: داستان ژان دارک، عنصر پنجم، لئون حرفه‌ای، ۱، ۲، ۳، خورشید، آتلانتیس، دختری به نام نیکیتا و آبی بیکران اشاره نمود.